# Diogo de Barcelos Machado de Bettencourt
Diogo de Barcelos Machado de Bettencourt (Angra do Heroísmo, 8 de Agosto de 1847 — Angra do Heroísmo, 16 de Outubro de 1922) foi um político e magistrado judicial, formado bacharel em direito pela Universidade de Coimbra em 1868, que entre outras funções foi juiz de diversas comarcas açorianas e governador civil do Distrito da Horta.

## Biografia
Foi agente do Ministério Público nos tribunais administrativos da cidade de Angra do Heroísmo e da cidade de Braga, e também junto dos juízes das execuções fiscais da cidade do Funchal, na ilha da Madeira.
Foi delegado do Procurador Régio na então Vila da Praia da Vitória, ilha Terceira e Governador Civil do Distrito da Horta entre 1899 e 1900.
Exerceu também o cargo de Juiz de Direito na ilha do Pico e em Santa Cruz da Graciosa.

## Relações Familiares
Foi filho de Francisco de Paula de Barcelos Machado de Bettencourt, nascido em 1825, e de D. Maria Isabel Barcelos do Canto e Teive de Gusmão, nascida em 19 de Abril de 1907. Casou com D. Mariana Joaquina da Trindade Ribeiro de Bettencourt, natural da ilha Graciosa de quem teve 18 filhos, a saber:
1. João de Bettencourt de Barcelos Machado (Sta Cruz da Graciosa, ilha Graciosa, 14 de Outubro de 1872 — Angra do Heroísmo, 7 de Março de 1942). Solteiro.
2. Francisco de Paula (1873 — ?).
3. Francisco de Paula de Barcelos Machado de Bettencourt, (Sta Cruz da Graciosa, ilha Graciosa, 30 de Agosto de 1875 — Angra do Heroísmo 26 de Junho de 1943) casou com D. Izabel Maria da Cunha e Simas, viúva do conde de Simas.
4. D. Maria Helena de Bettencourt de Barcelos, (16 de Dezembro de 1876 — Conceição, Angra do Heroísmo, 23 de Maio de 1916), casou com João de Castro do Canto de Melo.
5. D. Maria, Conceição, Angra do Heroísmo, 16 de Dezembro de 1877 — ?)
6. Diogo, (Conceição, Angra do Heroísmo, 5 de Janeiro de 1879 — conceição, Angra do Heroísmo 10 de Março de 1880).
7. Diogo Tomás de Aquino de Bettencourt de Barcelos (Conceição, Angra do Heroísmo, 18 de Maio de 1880 — 11 de Abril de 1918).
8. José Maria de Barcelos Machado de Bettencourt (Santa Crua da Graciosa, ilha Graciosa, 27 de Junho de 1881 — ?) Emigrou para New Bedford, EUA, onde casou.
9. Manuel Inácio de Bettencourt de Barcelos, Sé, Angra do Heroísmo, 4 de Setembro de 1882 — São Pedro, Angra do Heroísmo, 3 de Setembro de 1964 e casado com Virgínia das Mercês Cunha da Silveira .
10. D. Maria do Carmo, (Conceição, Angra do Heroísmo, 23 de Julho de 1884 — Conceição, Angra do Heroísmo, 13 de Outubro de 1884).
11. Isidro Barcelos Bettencourt, (Conceição, Angra do Heroísmo 15 de Novembro de 1885 — Angra do heroísmo 1 de Março de 1949) e casado com Maria Delfina Fonseca da Rocha Salgueiro Bettencourt.
12. D. Maria, (Conceição, Angra do Heroísmo, 21 de Janeiro de 1887 — ?)
13. D. Maria da Ascensão de Bettencourt de Barcelos Machado (Conceição, Angra do Heroísmo 16 de Fevereiro de 1888 — São Pedro, Angra do Heroísmo, 25 de Julho de 1966), casou com João Inácio Diniz de Oliveira.
14. D. Maria do Rosário (Conceição, Angra do Heroísmo, 20 de Outubro de 1889 — ?).
15. D. Maria, (Conceição, Angra do Heroísmo, 1890 — ?).
16. Pedro Mariz Pinheiro de Barcelos, (Terra Chã, Angra do Heroísmo, 23 de Setembro de 1891 — Terra Chã, Angra do Heroísmo, 16 de Setembro de 1911).
17. D. Maria, (Conceição, Angra do Heroísmo, 6 de Novembro de 1892 — Conceição, Angra do Heroísmo 20 de Novembro de 1892).
18. D. Maria de La Salete, (Maio de 1894 — Santa Cruz da Graciosa, ilha Graciosa, 23 de Julho de 1894).